# Кристијан Брун
Кристијан Брун, (енгл. Charles Kristian Bonnycastle Bruun; Торонто, 25. октобар 1979) је канадски глумац. Најпознатији је по улогама у мистеријама Мердокове мистерије и Црно сироче.

## Живот и каријера
Брун је рођен у Торонту, гдје је и одрастао. Похађао је Војну академију Вели Форџ у Пенсилванији од 1994. до 1997. године, затим Краљичин универзитет у Кингстону, гдје је 2001. дипломирао драму. Такође је студирао у позоришној школи "Џорџ Браун" и код Дејвида Ротенберга.
Његова прва филмска улога била је у филму Good Morning Tomorrow 2003, где је играо бармена. Затим је добијао и друге улоге, укључујући главног официра у Никити, Стјуа у Blood Pressure и Алека у Play the Film. Имао је сталну улогу у "Мердоковим мистеријама", играјући полицајца Слаџера Џексона од 2012. до 2017. године. Његова најпознатија улога била је у награђиваној канадској научнофантастичној серији Црно сироче, гдје је играо Донија Хендрика, супруга једне од главних јунакиња, Алисон Хендрик. Од треће сезоне постао је члан главне глумачке поставе.
Тумачио је лик Фича Бредлија у хорор филму Спремна или не из 2019.